# Eickendorf (Bördeland)

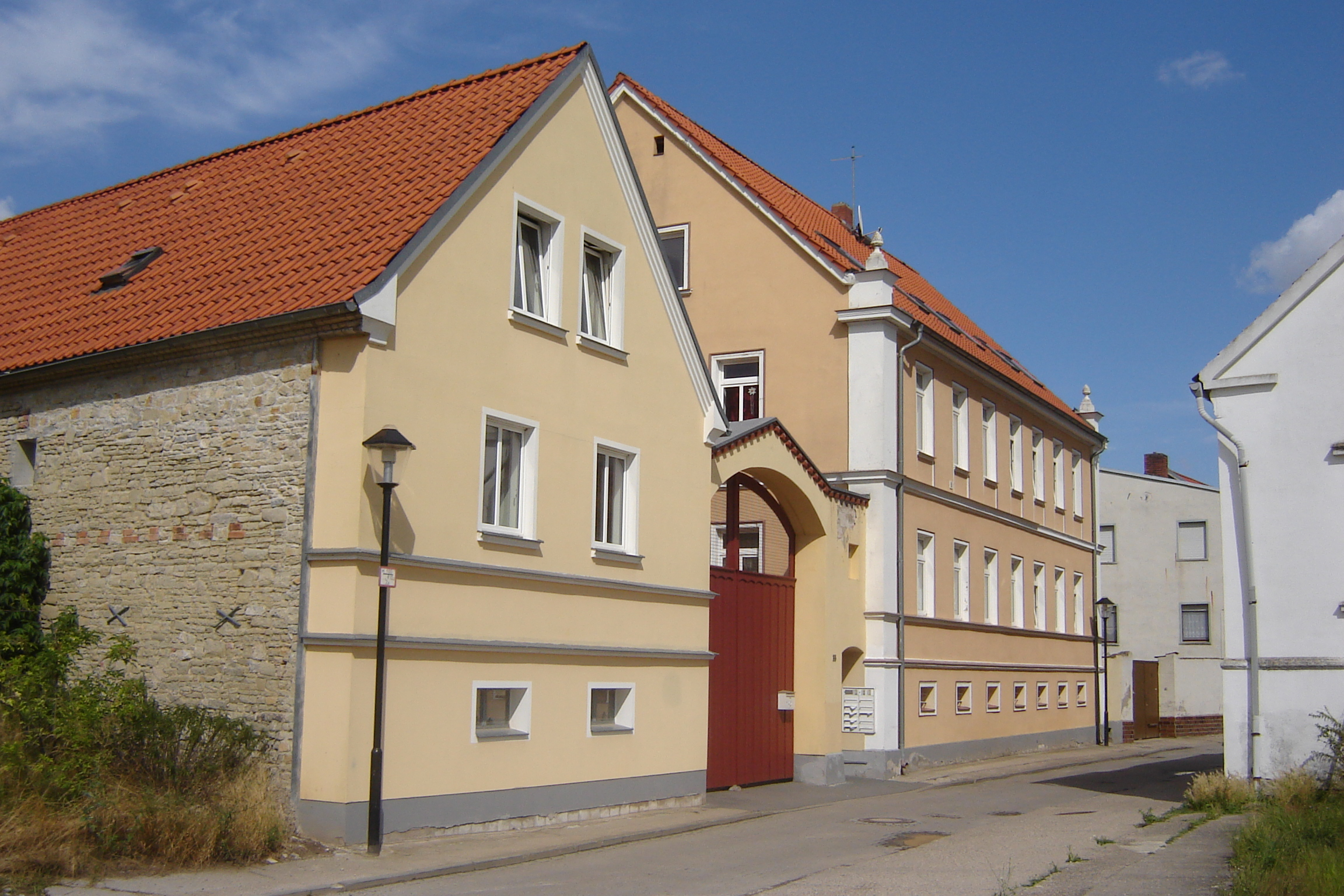
Typischer Bördehof in der Langen Straße

Eickendorf ist ein Ortsteil der Gemeinde Bördeland im Salzlandkreis in Sachsen-Anhalt. Bis zum 28. Dezember 2007 war Eickendorf eine selbstständige Gemeinde.

## Geografie
Eickendorf liegt in der Magdeburger Börde unweit der Städte Calbe (Saale) und Schönebeck (Elbe) auf einem äußerst ertragreichen Lößboden, der mit der Bodenwertzahl 100 in der Bodenschätzung als bester Boden Deutschlands festgelegt wurde. Die umliegende flachwellige Landschaft fällt von Süd nach Nord von 84 m auf 75 m und von West nach Ost auf 96 m auf 71 m ab. Der Weinberg (111 m ü. NN), drei Kilometer Luftlinie östlich des Ortes, überragt die Landschaft um etwa 30 Meter. Eickendorf ist ca. 20 km von Magdeburg entfernt.

## Geschichte

### Mittelalter
Der Ort fand erstmals 1176 in einer von den Chronisten nicht näher bezeichneten Urkunde als Hekenthorp eine Erwähnung. Bereits 1240 hatte sich die Ortsbezeichnung mit Eikendorp der heute gültigen Benennung angenähert. Zum Zeitpunkt seiner Ersterwähnung lag Eickendorf im Machtbereich der von den Askaniern unter Markgraf Otto dem Bären beherrschten Grafschaft Mühlingen. Später war die Grafschaft Lehen der Geschlechter Dornburg (bis 1240) und Arnstein (bis 1282). Ihnen folgten für längere Zeit die Grafen von Barby. Als Ministeriale auf der Burg Eikendorp wurde im Jahre 1237 Conradus de Eikendorp urkundlich erwähnt, der Stammvater des Adelsgeschlechts von Eichendorff, das bis zur Mitte des 15. Jahrhunderts hier ansässig war und dessen Nachfahre der Dichter Joseph von Eichendorff (1788–1857) ist.
1538 wurde durch Graf Wolfgang I. von Barby die Reformation unter anderem auch in Eickendorf eingeführt. Während des Dreißigjährigen Krieges erlitt Eickendorf erhebliche Zerstörungen, die Einwohnerschaft wurde drastisch dezimiert. Nachdem 1659 das Grafengeschlecht von Mühlingen und Barby ausgestorben war, wurde das Lehen des früheren Erzbistums Magdeburg für die Grafschaft eingezogen. Der größte Teil, darunter Eickendorf, kam unter die Herrschaft des Herzogtums Magdeburg.

### 18. und 19. Jahrhundert
Erst 1750 hatte sich das Leben in Eickendorf so normalisiert, dass die Einwohner daran gehen konnten, eine neue Kirche zu bauen. Sie wurde am 11. November 1751 eingeweiht. Während der Zeit der napoleonischen Fremdherrschaft gehörte Eickendorf von 1806 bis 1813 zum Königreich Westphalen und wurde vom Canton Groß-Salze verwaltet. Nach der Vertreibung Napoleons kam Eickendorf 1816 zum neu gebildeten preußischen Kreis Calbe.
Die industrielle Revolution Mitte des 19. Jahrhunderts berührte das Dorf im Wesentlichen nur indirekt. Zwar erhielt Eickendorf 1857 einen Bahnhof an der Bahnstrecke Schönebeck–Güsten, die Straßen nach Biere und Großmühlingen wurden ausgebaut und durch die Inbetriebnahme der nahe gelegenen Braunkohlengruben taten sich neue Beschäftigungsmöglichkeiten auf. Im Ort selbst siedelte sich zunächst mit einer Zichorienfabrik nur ein Industriebetrieb an. Die Einwohnerzahl des weiterhin landwirtschaftlich geprägten Dorfes erhöhte sich jedoch von 1835 bis 1893 von 649 auf 1490.

### 20. Jahrhundert

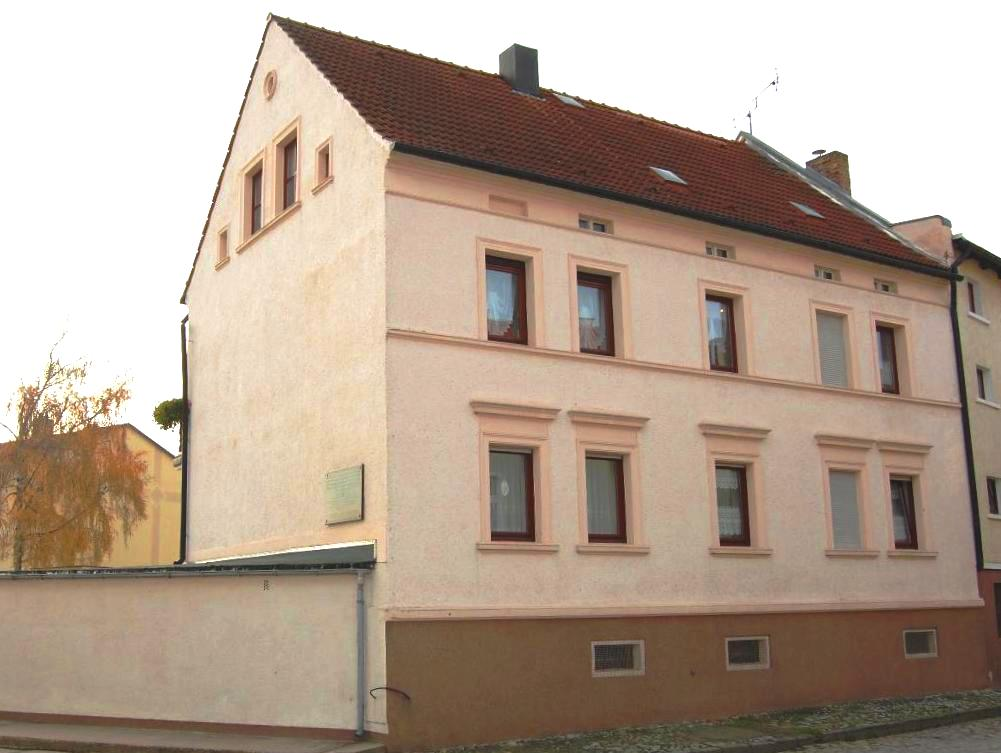
Haberhauffe-Hof mit Museum für Bodenschätzung

Mit der Schraubenfabrik Tischmeyer siedelte sich 1925 ein weiteres Industrieunternehmen in Eickendorf an, das in den 1930er Jahren über 50 Beschäftigte zählte. 1934 wurde Eickendorf durch die in Deutschland durchgeführte Bodenschätzung zur Schaffung einheitlicher Steuergrundlagen bekannt. Als Fixpunkt für die Bodenbewertung wurde als ertragreichster Landwirtschaftsbetrieb der Eickendorfer Bauernhof der Witwe Elisabeth Haberhauffe ausgewählt, für den die höchste Bodenwertzahl 100 festgelegt wurde. Diese Bewertungsgrundlage ist bis heute gültig. 1936 gab es bei 1630 Einwohnern 17 Landwirtschaftsbetriebe mit mehr als zehn Hektar Fläche, den größten Betrieb hatte Heinrich Engel mit 108 ha. Zum Ende des Zweiten Weltkrieges wurde Eickendorf am 12. April 1945 von amerikanischen Truppen besetzt. Nach einem kurzen Zwischenspiel mit englischer Besetzung gehörte Eickendorf vom 1. Juli 1945 an zur Sowjetischen Besatzungszone. 1946 waren im Ort unter anderem fünf Einzelhandelsgeschäfte, drei Bäckereien und zwei Gastwirtschaften vorhanden. Durch den Zuzug von ausgebombten Familien hatte sich die Einwohnerzahl zu diesem Zeitpunkt auf 2197 erhöht. Nach der 1949 erfolgten Gründung der DDR wurde Eickendorf im Zuge einer Kreisreform in den neu gebildeten Kreis Schönebeck eingegliedert. Nachdem 1952 die DDR-Regierung die Bildung von Landwirtschaftlichen Produktionsgenossenschaften (LPG) beschlossen hatte, gründeten am 5. August 1952 30 Eickendorfer durch Einbringung von 229 ha Land die LPG „Edwin Hörnle“. Es war die erste LPG-Gründung im Kreis Schönebeck. Ein Jahr später gab der von Willy Jäger bewirtschaftete Haberhauffe-Hof auf, da er wegen seiner Größe unter ein Kreditverbot fiel. Der Hof wurde an die LPG verpachtet. Unter dem Druck der Behörden folgten ihm bis 1960 alle anderen Landwirtschaftsbetriebe. Die LPG spezialisierte sich im Laufe der Jahre auf die Zucht des Deutschen Edelschweins. 1964 hatte Eickendorf 1799 Einwohner, ein Minus von 18 Prozent gegenüber 1946.

### Ab 1990
Nach der deutschen Wiedervereinigung von 1990 sank die Eickendorfer Bevölkerungszahl ständig weiter. Bereits 1993 lebten nur noch 1370 Einwohner im Ort. Von der LPG, die bereits in den 1980er Jahren ihren Sitz nach Biere verlegt hatte, überlebte in Eickendorf nur die Abteilung Technik der in Biere ansässigen Landwirtschaftlichen-Produktiv-Genossenschaft Bördeland. Es wurde das 26 Hektar große Gewerbegebiet „Hasenwinkel“ erschlossen, die alte Schraubenfabrik wurde von der nordrhein-westfälischen Daniel Schrauben GmbH als Niederlassung übernommen und als weiterer Industriebetrieb gründete sich die Eickendorfer Metallverarbeitungs GmbH. Trotz dieser Beschäftigungsmöglichkeiten hatte Eickendorf 2013 nur noch 1033 Einwohner. Als wissenschaftlicher und touristischer Anziehungspunkt wurde 1993 auf dem Gelände des Haberhauffe-Hofes das Museum für Bodenschätzung eingerichtet. Mit Wirkung zum 28. Dezember 2007 wurde Eickendorf ein Ortsteil der neu gebildeten Gemeinde Bördeland.

## Politik

### Ortschaftsrat
- SPD: 5
- FDP: 2

Der Ortschaftsrat besteht aus 7 Mitgliedern.
Der Vorsitzende ist Martin Schmidt (SPD) und Stellvertreter ist Benjamin Wendt (FDP).

### Wappen und Flagge
Das Eickendorfer Wappen wurde 1995 vom Kommunalheraldiker Jörg Mantzsch entworfen und am 11. Juni 1996 durch das Regierungspräsidium Magdeburg genehmigt. Die Blasonierung lautet „In Gold eine schwarze bewurzelte Eiche mit silbernen Eicheln.“ Der Text zur Dokumentation zum Genehmigungsverfahren hat folgenden Wortlaut:
„Eickendorf führte ein bisher nicht genehmigtes Wappenbild, das einen grünen Baum auf silbernem Schild zeigt. Dieses Bild führt der Ort schon seit Ende des vergangenen Jahrhunderts im Gemeindesiegel. Es war der Wunsch der Gemeinde Eickendorf, dieses schon seit Generationen verwendete Bild der Eiche im neuen Wappen beizubehalten. Die Eiche ist eine sogenannte Friedenseiche, die weit ausladend inmitten des Dorfes auf freiem Platz steht. Da viele deutsche Orte solche Eichen haben und z. T. auch in Wappen und Siegeln führen, wurden die Tinkturen Schwarz-Gold gewählt, um Verwechslungen auszuschließen. Die schwarze, silbern konturierte Eiche trägt mehrere deutlich sichtbare silberne Eicheln.“
Die Flagge ist schwarz-gelb gestreift mit dem aufgelegten Gemeindewappen.

## Sehenswürdigkeiten
- St.-Johannis-Kirche (Eickendorf)
- Museum für Bodenschätzung

## Verkehrsanbindung
Durch Eickendorf führt die Kreisstraße 1292, über die Schönebeck (Elbe) (9 km) und Calbe (Saale) (14 km) zu erreichen sind. Im Ort beginnt die Kreisstraße 1293, die Eickendorf mit den nördlichen Nachbardörfern Biere und Welsleben verbindet. Die Bundesautobahn 14 (Magdeburg–Halle) führt östlich an Eickendorf vorbei, deren Anschlussstellen 7 Schönebeck (8 km) und 8 Calbe acht bzw. sieben Kilometer entfernt sind. Der Eickendorfer Bahnhof, im Ort gelegen, befindet sich an der Strecke Magdeburg–Schönebeck–Güsten.